# Matthäuskirche (Bischofsgrün)

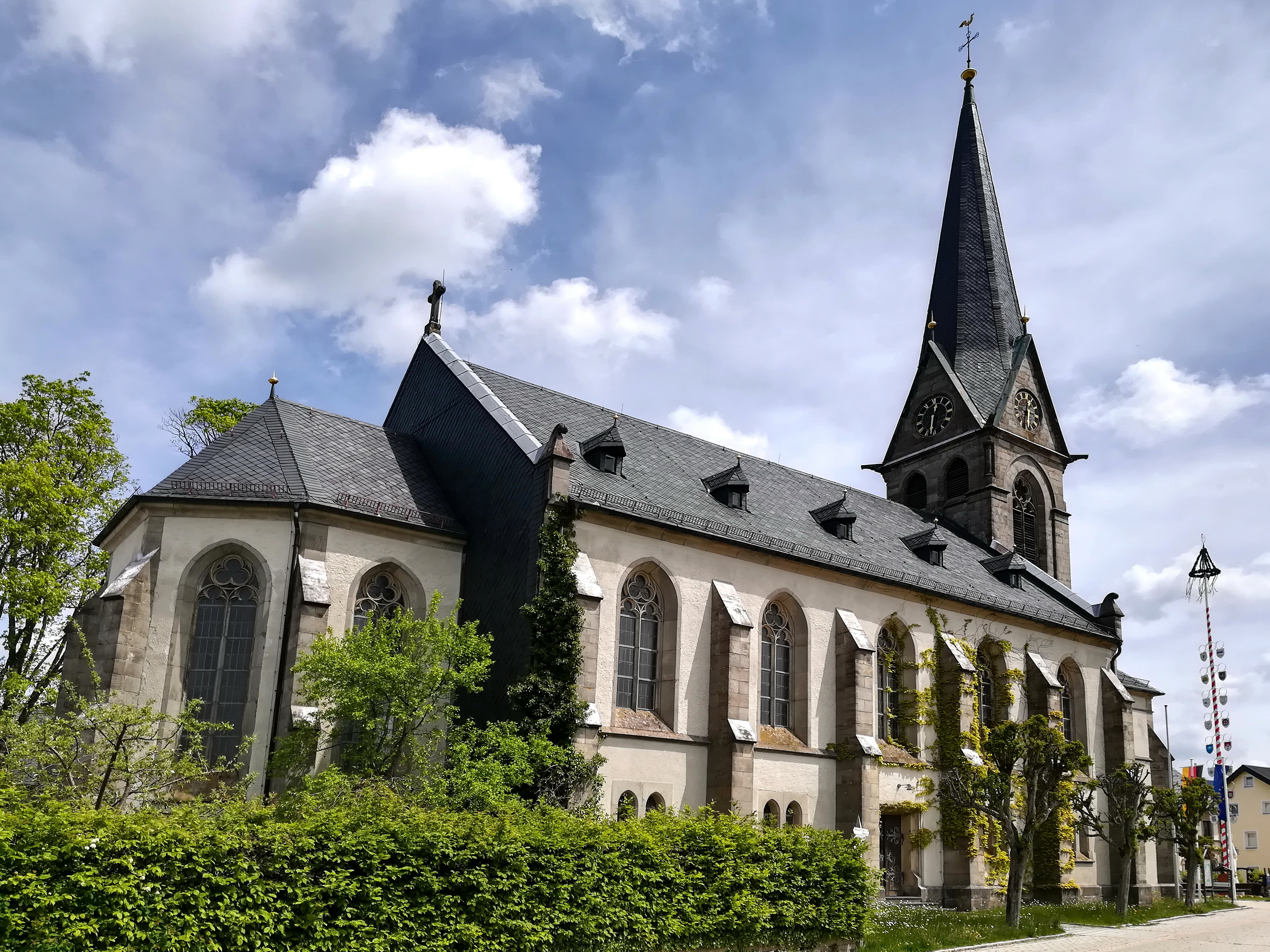
Matthäuskirche in Bischofsgrün

Die evangelische Matthäuskirche ist ein denkmalgeschütztes Kirchengebäude in der Gemeinde Bischofsgrün im Landkreis Bayreuth (Oberfranken, Bayern). Das Bauwerk ist unter der Denkmalnummer D-4-72-121-1 als Baudenkmal in die Bayerische Denkmalliste eingetragen. Die Kirchengemeinde gehört zum Dekanat Bayreuth-Bad Berneck im Kirchenkreis Bayreuth der Evangelisch-Lutherischen Kirche in Bayern.

## Beschreibung
Die neugotische Hallenkirche wurde 1889–91 nach dem Ortsbrand von 1887 nach Plänen von Bruno Specht neu errichtet. Sie besteht aus einem Langhaus und einem eingezogenen, dreiseitig abgeschlossenen Chor im Westen, beide werden von Strebepfeilern gestützt, und einem Fassadenturm im Osten, der mit einem achtseitigen, spitzen Helm bedeckt ist. 
Die Orgel mit 18 Registern auf zwei Manualen und Pedal wurde 1890 von Johannes Strebel gebaut.